# کاتسوهیتو ایشی
کاتسوهیتو ایشی (انگلیسی: Katsuhito Ishii؛ زادهٔ ۳۱ دسامبر ۱۹۶۶) کارگردان فیلم ژاپنی است. وی از سال ۱۹۹۲ میلادی تاکنون مشغول فعالیت بوده‌است. از فیلم‌هایی که وی کارگردانی کرده است، می‌توان پارتی ۷ (۲۰۰۰)، طعم چای (۲۰۰۴) و قاچاقچی (۲۰۱۱) را نام برد.
نخستین فیلم کوتاه وی، قول ماه اوت که در سال ۱۹۹۵ فیلمبرداری شد، برنده جایزه بزرگ فیلم ژاپنی در بخش ویدئوی تخیلی جشنواره فیلم تخیلی بین‌المللی یوباری ۱۹۹۵ شد.